# Aulus Manli
Aulus Manli (llatí: Aulus Manlius) va ser un militar romà.
Va ser llegat de Gai Màrius en la guerra contra el rei de Numídia, Jugurta, l'any 107 aC. Més endavant va ser enviat juntament amb Sul·la a entrevistar-se amb Boccus I, per negociar la rendició de Jugurta.